# حشره‌خوار پرخور
حشره‌خوار پرخور یا حشره‌خوار حریص (نام علمی: Crocidura vorax) نام یک گونه از سرده حشره‌خوارهای دندان‌سفید است.